# Фрумушика (Кагульський район)
Фрумуши́ка (рум. Frumușica) — село в Кагульському районі Молдови, відноситься до комуни Кіоселія-Маре.